# Jan Juszczak
Jan Juszczak (ur. 13 grudnia 1927 w Dębinie, zm. 25 marca 2022 w Sokolnikach) – wieloletni dyrektor Szkoły Podstawowej w Sokolnikach, przyrodnik, społecznik, lokalny publicysta, historyk, pszczelarz. Jako pierwsza osoba odznaczony tytułem Honorowego Obywatela Gminy Sokolniki. Autor wielu książek i publikacji dotyczących gminy Sokolniki i okolic. Członek Towarzystwa Przyjaciół Wieruszowa, Wieluńskiego Towarzystwa Naukowego, Kaliskiego Towarzystwa Przyjaciół Nauk, Polskiego Związku Pszczelarskiego i Towarzystwa Przyjaciół Przyrody „Pro Natura” z Wrocławia.

## Życiorys
Jan Juszczak urodził się 13 grudnia 1927 r. w Dębinie. W roku szkolnym 1935/36 rozpoczął naukę w szkole powszechnej w Młynisku, którą przerwał wybuch II wojny światowej. Szkołę Podstawową ukończył w Kurowie w roku 1945. Mając 17 lat rozpoczął naukę w Państwowym Gimnazjum Ogólnokształcącym im. Tadeusza Kościuszki w Wieluniu, które ukończył w czerwcu 1947 r. uzyskując tak zwaną małą maturę. Następnie kontynuował naukę w Państwowym Liceum Pedagogicznym w Wieluniu. Ukończył je w czerwcu 1949 r. otrzymując świadectwo dojrzałości, czyli dużą maturę.
Pierwszą placówką Jana Juszczaka była Szkoła Podstawowa w Skrzynnie, w której pracował cztery lata. Następną placówką była Szkoła Podstawowa w Czastarach. Przepracował w niej piętnaście lat. W latach 1969–1992 był dyrektorem Szkoły Podstawowej w Sokolnikach. W czasie pracy zawodowej ukończył studia nauczycielskie z zakresu matematyki, plastyki, zajęć technicznych i studia magisterskie na Wydziale Biologii i Nauki o Ziemi na Uniwersytecie Łódzkim. W roku 1992 przeszedł na emeryturę.
Do końca swoich dni pracował społecznie i twórczo. Od 1956 działał w Polskim Związku Pszczelarskim pełniąc różne funkcje w zarządzie. Opracował dla potrzeb środowiska kilka pozycji książkowych na temat pszczół. Napisał również książkę o bocianach pt. „Populacja bociana białego w powiatach wieluńskim i wieruszowskim”. Sadził dęby pamięci, był fundatorem tablic upamiętniających mieszkańców Gminy Sokolniki, którzy polegli podczas walk o niepodległość. Był fundatorem rzeźby, naśladującej ludowego mistrza Pawła Brylińskiego na Starym Cmentarzu w Sokolnikach, jak również rzeźby na odnowionym krzyżu. Aktywnie uczestniczył w pracach społecznych w środowisku. Był inicjatorem akcji sprzątania i odnawiania Starego Cmentarza w Sokolnikach. Był wieloletnim członkiem Zespołu Folklorystycznego Sokolniki, grał na kontrabasie i śpiewał pieśni ludowe.
Był członkiem Towarzystwa Przyjaciół Wieruszowa, Honorowym Członkiem Wieluńskiego Towarzystwa Naukowego i Kaliskiego Towarzystwa Przyjaciół Nauk, Członkiem Wspierającym Ochotniczej Straży Pożarniczej w Sokolnikach, Prezesem Akcji Katolickiej w Sokolnikach, a także Kronikarzem Koła Kombatantów i Osób Represjonowanych w Wieruszowie.

## Nagrody i odznaczenia
- Honorowa Odznaka za Zasługi dla Województwa Łódzkiego (2021 r.)[6][7]
- Honorowy Obywatel Gminy Sokolniki (2015 r.)[8][1][9]
- Srebrny Krzyż Zasługi (1969 r.)
- Nagroda Ministra Oświaty i Wychowania I stopnia (1973 r.)
- Złoty Krzyż Zasługi (1974 r.)
- Krzyż Kawalerski Orderu Odrodzenia Polski (1979 r.)
- Nagroda Kuratora Oświaty i Wychowania w Kaliszu
- Odznaka Przyjaciel Związku Harcerstwa Polskiego od Komendy Głównej ZHP
- Srebrna Odznaka Polskiego Związku Pszczelarzy (2001 r.)
- Medal im. Ks. dr. Jana Dzierżona za wybitne zasługi w rozwoju pszczelarstwa
- Medal Ministra Rolnictwa – Zasłużony dla Rolnictwa (2006 r.)
- Nagroda Specjalna i medal Ministra Kultury i Dziedzictwa Narodowego –„w uznaniu nieocenionych zasług dla kultury polskiej” (2006 r.)
- Brązowy Medal za zasługi dla pożarnictwa (2010 r.)
- Medal Instytutu Pamięci Narodowej za udział w przekazaniu dzieciom i młodzieży najnowszej historii Polski (2012 r.)
- Statuetka ks. Dr. Jana Dzierżona za wybitne osiągnięcia w pszczelarstwie” (2012 r.)[10]
- Nagroda im. Jana Długosza Wieluńskiego Towarzystwa Naukowego za odkrywanie i dokumentowanie historii i kultury wsi historycznej ziemi wieluńskiej (2013 r.)
- Tytuł „Honorowego Członka Polskiego Związku Pszczelarskiego”
- Medal Koła Pszczelarstwa w Lututowie za aktywny udział w życiu koła, za napisanie książki „Historia koła pszczelarzy w Lututowie”
- Tytuł „Zasłużony dla Powiatu Wieruszowskiego” (2017 r.)[11]
- Członek Honorowy Wieluńskiego Towarzystwa Naukowego (2015 r.)

## Publikacje
- „Populacja bociana białego w powiatach wieluńskim i wieruszowskim w roku 2000”, „Rocznik Wieluński” 2002, wydanie książkowe w 2004 r.[12]
- „Historia koła pszczelarzy w Lututowie”
- „Kapliczki i krzyże mojej okolicy” (2006 r.)
- „Historia pszczelarstwa na ziemi wieruszowskiej” (2000 r.)
- „Z dziejów pszczelarstwa w powiecie wieruszowskim” (2006 r.), Oficyna Wydawnicza Kulawiak, ISBN 978-83-64098-88-8.
- „Charakterystyka warunków fizjograficznych gminy Sokolniki ze szczególnym uwzględnieniem dynamiki I poziomu wód podziemnych” (2012 r.)